# Vicente Sanombo
Vicente Sanombo (* 23. Oktober 1964 in Cangenge) ist ein angolanischer römisch-katholischer Geistlicher und Bischof von Kwito-Bié.

## Leben
Vicente Sanombo studierte Philosophie und Theologie am Priesterseminar des Erzbistums Huambo, für das er am 6. November 1992 das Sakrament der Priesterweihe empfing.
Nach der Priesterweihe studierte er in Rom am Päpstlichen Bibelinstitut und erwarb das Lizenziat in biblischer Theologie. Er war Ökonom und Rektor des Knabenseminars des Erzbistums Huambo sowie Rektor des philosophischen Seminars in Huambo. Außerdem leitete er das Pastoralzentrum Buon Pastore (Guter Hirte). Ab 2004 lehrte er biblische Theologie am Priesterseminar in Huambo. Vor der Ernennung zum Bischof war er ab 2009 Dompfarrer an der Kathedrale von Huambo und ab 2010 zusätzlich Generalvikar des Erzbistums. Ab 2019 war er außerdem Assessor der Bischofskonferenz von Angola und São Tomé.
Papst Franziskus ernannte ihn am 28. März 2024 zum Bischof von Kwito-Bié. Der Erzbischof von Huambo, Zeferino Zeca Martins SVD, spendete ihm am 23. Juni desselben Jahres in Huambo die Bischofsweihe. Mitkonsekratoren waren dessen Amtsvorgänger José de Queirós Alves CSsR und der Bischof von Dundo, Estanislau Marques Chindekasse SVD. Die Amtseinführung im Bistum Kwito-Bié fand am 14. Juli desselben Jahres statt.